# Elecciones estatales extraordinarias de Jalisco de 2021
Las elecciones estatales extraordinarias de Jalisco se realizaron el 21 de noviembre de 2021. En ellas fue elegido el ayuntamiento de San Pedro Tlaquepaque. La elección realizada el 6 de junio de ese año fue anulada por el Tribunal Electoral del Poder Judicial de la Federación debido a que el cardenal Juan Sandoval Íñiguez intervino en los comicios al difundir un vídeo en redes sociales en que pedía no votar por el partido Morena.
La presidenta municipal reelecta tomó posesión del cargo el 1 de enero de 2022 y concluirá su período el 30 de septiembre de 2024 manteniéndose dos años y nueve meses en el cargo.